# Histoire de la Bachkirie
L'histoire de la Bachkirie est celle du territoire peuplé par l'ethnie des Bachkirs et les ethnies précédentes, dans l'est de la Russie européenne, en Cis-Oural, au sud de l'Oural, ainsi qu'en Trans-Oural. La Bachkirie se situe aujourd'hui en Idel-Oural, ainsi que dans le district fédéral de la Volga.
Les traces des premiers peuplements remontent à il y a 200 000 ans, et entre le Paléolithique et l'Antiquité, la terre est peuplée par les peuples finno-ougriens. Terre connue sous l'Antiquité par les Grecs pour ses mines, la terre aurait été peuplée par les Argipéens, les Arimaspes et les Issedones. Les invasions barbares provoquent l'arrivée de populations turques se mêlant aux finno-ougriens. Se forment ainsi les Magyras et les Bachkirs, ces derniers mentionnés dès le Haut Moyen Âge par les auteurs arabes et persans. Les Magyars sont chassés du territoire par les Petchénègues, tandis qu'aux Xe – XIIIe siècles, les Bachkirs sont soumis par le Khanat bulgare de la Volga. S'opposant farouchement aux Mongols, les Bachkirs concluent un traité avec eux, leur permettant d'occuper une position privilégiée dans l'Empire mongol avec une certaine autonomie. Par la suite, la terre est dominée par le Khanat de Kazan, la Horde Nogaï, et le Khanat de Sibir, avant d'être annexé par la Moscovie en 1557. Les terres du Trans-Oural bachkir sont elles annexées à la fin du XVIe siècle à la suite du conquête de Khanat de Sibir.
Plusieurs soulèvements bachkirs ont lieu entre 1616 et 1835, qui permettent au peuple de garder une certaine autonomie vis-à-vis du pouvoir impérial qui cherchent à bafouer l'accord d'annexion de 1557. Néanmoins, la présence russe s'intensifie de manière importante dès 1557, avec la constructions de forts, puis au XIXe siècle le début de l'exploitation aurifère dans les mines de l'Oural. En dépit d'une tentative d'indépendance pendant la guerre civile russe, l'URSS la transforme en RSSA bachkire, et l'industrialise massivement. La Bachkirie déclare sa souveraineté en 1990, avant d'être incorporée en 1992 à la fédération de Russie. 

## Période préhistorique

### Paléolithique

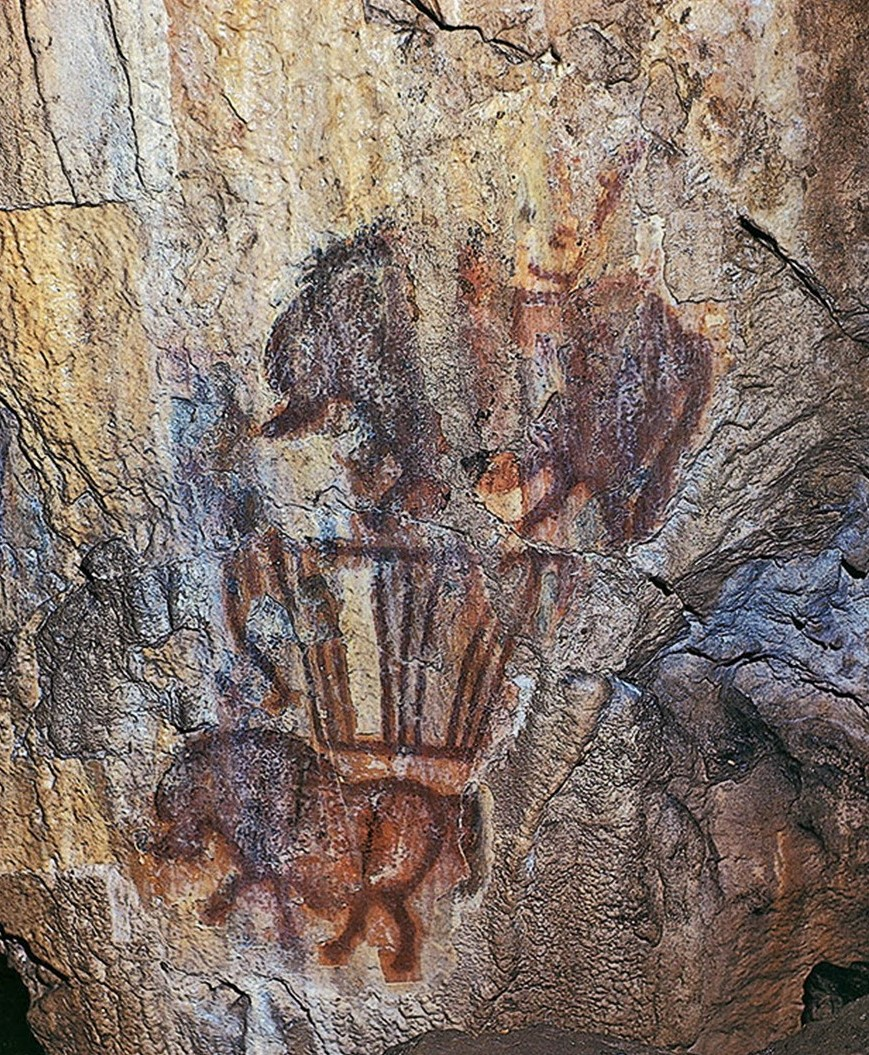
Pétroglyphe dans la grotte de Kapova.

Pendant la préhistoire, le nord de l'Oural fut recouvert par les glaciers. Mais ces derniers n'atteignaient pas dans l'Oural du Sud, où se trouve aujourd'hui la Bachkirie, mis à part les sommets montagneux. La région était dominé par un paysage ressemblant à la toundra, avec presque pas de forêts. La date de l'arrivée du genre Homo dans l'Oural du Sud n'est pas connue, mais il est présumé il y a environ 1 million d'années. Le plus ancien site d'habitation humaine sur le territoire de la République moderne de la Bachkirie est le site d'Urta-Tube (le nom russe est Myssovaïa) près du lac Karabalykty, datant du Paléolithique inférieur et moyen, aujourd'hui près du village de Tachbulatovo. Le site remonte à 200 000 ans pendant le moustérien, et des restes de haches entre autres ont été retrouvé. Par ailleurs, le site de Bogdanovka I, exploré pendant les années 2000, a permis de retrouver plus de 1000 objets datant d'il y a 40 000 à 100 000 ans. D'autres sites ont été découverts datant de ces époques, comme Bolchaïa Gloukhaïa, Ganitchata (les deux de 200 000 à 250 000 ans) et Moulino et Aïdos (40 000 à 100 000 ans AP). Il n'est pas connu d'où ces premiers humains sont arrivés, mais l'hypothèse qu'ils viennent d'Europe n'est pas la plus privilégiée, à cause du niveau élevé de la mer Caspienne à l'époque et les latitudes basses des glaciers.
Au paléolithique supérieur, la Bachkrie était comme tout l'Oural du Sud peuplé. Plus de 200 sites sont connus dans l'Oural du Sud de cette époque. L'homme savait à cette époque faire des pointes de flèches, et connaissait de nombreuses techniques de polissage. De cette époque remonte la grotte de Kapova (Shulgan-Tash), qui possède des images de 6 mammouths, d'un rhinocéros laineux, de deux chevaux et d'autres animaux sur les parois. Les dessins remontent d'il y a pour les plus récents à 14 500 à 36 400 ans pour les plus vieux selon une étude de 2016. L'homme savait alors fabriquer des armes et des bijoux. Dans la région de Soungir, deux lances de 2,4 et 1,6 mètre ont été retrouvées, fabriquées à partir d'une défense de mammouths.

### Mésolithique et Néolithique
Au mésolithique, le climat de l'Oural devient nettement plus chaud tandis que la dernière période glaciaire touche à sa fin avec la fonte des glaciers dans le nord de l'Oural et le moyen-Oural. En Oural du Sud, la région se couvre de forêts, de lacs et de prairies verdoyantes. Les animaux comme le mammouth et le rhinocéros laineux ont disparu, et ont été remplacé par des chevreuils, des élans et des lièvres entre autres. Les populations doivent alors inventer de nouveaux outils pour les chasser. Les sites archéologiques de cette époque couvrent tout l'Oural du Sud, comme avec Novka et Ilmourzino près d'Oufa, ou Iaktykoul et Mourat dans le raïon d'Abzlilovo. D'entre le Xe et le VIe millénaire av. J.-C. datent deux cultures archéologiques, Ilmourzine en Cis-Oural et Iangel en Trans-Oural. Ce serait à cette époque que se serait formé le peuple finno-ougrien, dans le sud de l'Oural, avant de migrer vers différentes régions,.
Selon une version, la domestication du cheval a eu lieu sur le territoire de la Bachkirie historique, comme en témoignent les restes les plus anciens d'un cheval domestique sur les sites de Mullino II et Davlekanovo II, remontant selon la datation au carbone 14 au tournant des VIIe – VIe millénaire av. J.-C. Au cours de l'ère mésolithique, il y a eu une augmentation significative de la population sur le territoire actuel, comme en témoignent divers sites archéologiques de cette période dans le Trans-Oural bachkir. L'ère néolithique est caractérisée par la transition vers une économie productive d'agriculture et d'élevage.

### Âge du Bronze

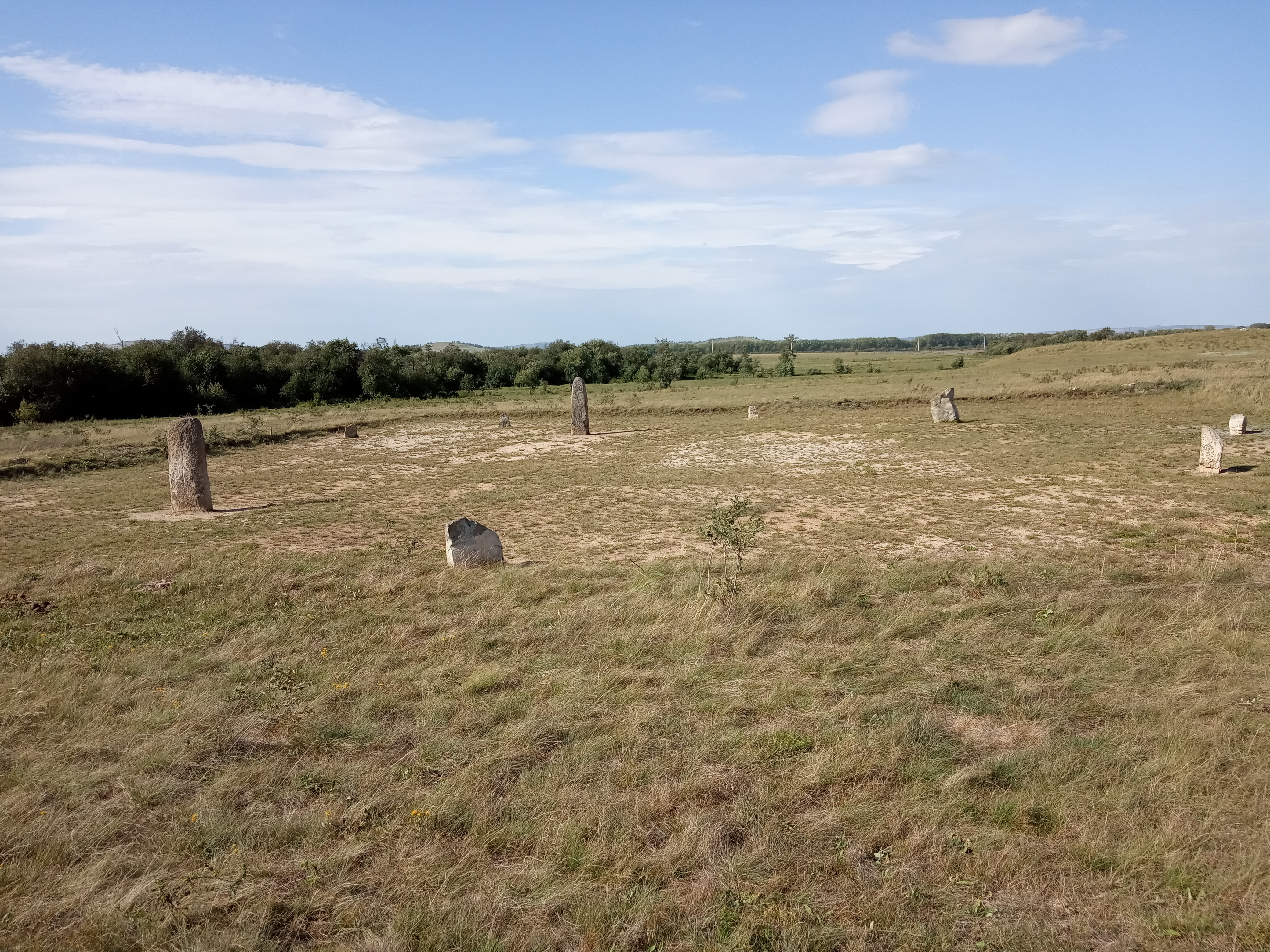
Site mégalithique d'Akhounovo.

À l'âge du bronze (de la fin du IVe au Ier millénaire av. J.-C.), la fusion du cuivre a commencé dans le sud de l'Oural. Les plus grandes mines étaient à Kargaly, Tachkhaggan, Ielenovo et Bakrouziak entre autres. Ces produits étaient largements distribués en dehors de l'Oural vers la Moyenne et Basse Volga et jusqu'à la Moldavie. À cette époque, la région était relativement peuplée, comme en témoigne les nombreux sites archéologiques. De grandes unions tribales s'étaient établies sur le territoire.
Du milieu du IIee au début du Ier millénaire av. J.-C., à l'âge du bronze, commence une période de développement intensif du territoire de l'Oural du Sud et est associée à l'arrivée ici des tribus de la culture Abachevo. Les Abachévites possédaient un haut niveau de transformation du bronze et de fabrication d'outils. ls s'étaient établis de la Volga à l'Oural, et plus de 60 sites de leur culture ont été identifié en Bachkirie.

## Antiquité

Carte d'Hérodote, avec les Arimapses à l'est.

Au VIIe siècle av. J.-C., le poète grec semi légendaire Aristée de Proconnèse fait mention, après un voyage en Scythie, d'un peuple nommés les Arimapses, situés entre les Issédons et les Hyperboréens. Ce peuple légendaire était composé de braves guerriers selon ces dires, et certains associent ce peuple à ceux vivant ans le sud de l'Oural. En effet, ce serait à cette époque que le mythe bachkir de l'Ural-batyr (en) serait né, et il serait similaires à des mythes grecs et bibliques. Une possibilité pour expliquer des échanges entre le monde grec et l'Oural est les mines de l'Oural du sud, la région exploitant déjà à l'époque le cuivre. De plus, les locaux maîtrisaient le cheval, ce qui leur permettait de voyager loin.
Ces peuples que sont les Argippéens, les Arimapses et d'autres sont à nouveau mentionnés dans le Traité des Airs, des Eaux et des Lieux d'Hippocrate. Mais surtout, ils apparaissent dans l'Histoires d'Hérodote, ce dernier les décrivant comme similaires aux Scythes, bien que différents. Selon Hérodote, le pays des Argippéens, des Arimapses et des Issedones était riche en or d'après la mention comme quoi des griffons y vivaient. La région du Trans-Oural est riche en or et selon l'archéologie à cette époque, le commerce vers la Grèce était actif. En effet dès l'âge du Bronze, une route commerce entre les Scythes et la Grèce s'était crée, et s'est intensifiée au début de l'âge du fer en raison du développement des gisements de cuivre et d'or. Le cuivre de l'Oural du Sud allait jusqu'en mer Noire, et des sites et artefacts grecs se sont avérés avoir du cuivre de l'Oural du sud. Des bijoux et autres artefacts venaient en grande quantité vers la mer Noire à ce moment-là.
Selon les mentions d'Hérodote, des conflits éclataient souvent entre Issedons, Arimaspses et Argippéens autour des mines de cuivre et d'or. Un voyageur grec fait mention d'une région montagneuse où les vents froids du nord soufflent constamment, ce qui a été identifié comme étant le sud de l'Oural, prouvant la présence de Grecs dans la région et des échanges.
Entre les IIIe et IIe siècles av. J.-C. se trouvait la culture de Piani Bor dans la région du bassin de la Kama, dont dans le Cis-Oural bachkir. Au Ier siècle av. J.-C. apparaît le mythe bachkir du Kouzykourpias. La carte de Ptolémée (vers l'an 150) représente des montagnes qui seraient l'Oural ainsi qu'un fleuve qui serait l'Oural actuel. D'après l'historien bachkir Zeki Velidi Togan, plusieurs tribus mentionnés seraient les ancêtres des Bachkirs.

## Moyen Âge

### Haut Moyen Âge
Vers 370, les Huns, peuple dont l'origine reste incertaine, franchissent la Volga après avoir traversé l'Oural, marquant le début des invasions barbares. Ces invasions marquent le début d'une nouvelle période en Bachkirie, où la population finno-ougrienne a été confrontée à de nouvelles populations venues des steppes, ce qui changea la carte ethnique de la Bachkirie. Parmi les nouvelles populations se trouvent celles de la culture de Tourbasline, venant probablement de la mer d'Aral, avec comme sites Komintern II et Chikhan entre autres, ainsi que ceux de la culture d'Imenkovo (du Ve au VIIe siècle), qui partage de nombreux liens avec Tourbasline (du IVe/Ve au milieu du VIIe siècle), particulièrement sur les rites d'inhumation.
Les populations de la culture d'Imenkovo n'ont pas une origine claire, peut-être des Khavars ou des Alains. Quant à celles de la culture de Tourbasline, ils étaient peut-être des Xionites, ou des descendants des Massagètes et des Sarmates et Alains. La culture d'Immenkovo, la population serait arrivée aux Ve – VIe siècles dans le sillage des Huns. La culture de Tourbasline était turcophone, et elle serait arrivée à partir du Ve siècle, et surtout à partir de 557 lorsque les turcs Ashina ont envahi l'Asie centrale, poussant les Xionites à partir vers le sud de l'Oural, où ils se sont mixés avec les Ougriens. Les Ougriens, qui sont les anciens Magyars, ont incorporé un patrimoine génétique d'Asie centrale avec des nouveaux arrivants. Récemment, une étude a confirmé que la composition des lignées paternelles magyares conquérantes est très similaire à celle des Bachkirs confirmant les sources historiques qui indiquent l'origine commune des deux groupes.
En 545, le Khaganat turc est formé par le clan Ashina dans les steppes d'Asie centrale. Il s'étend rapidement, et atteint en 558 les rives de la Volga. Les populations du sud de l'Oural passent alors sous la domination turque. Les Byzantins envoient retour l'ambassadeur Zémarque dans ce khaganat pour établir des relations, ambassadeur qui décrit la rivière Daikh, l'actuelle Oural, en 568.

En Bachkirie, de nouvelles cultures apparaissent ou continuent. La culture de Bakhmoutino commence au Ve siècle et finit au VIe/VIIIe siècle. Cependant, certains archéologues considèrent la culture de Mazounine (aux IIIe et IVe siècles) comme le début de la culture, la rajoutant deux siècles de plus. La culture de Bakhmoutino est influencée par les nouveaux arrivants de l'époque. La culture de Koucharenkovo s'étale des VIe au IXe siècle dans le sud de l'Oural. Enfin, la culture de Karaïakoupov (IIe au VIe siècle pour la première étape puis jusqu'au VIIIe siècle pour la seconde étape) serait celle des Ougriens, et ainsi des ancêtres des Magyars et des Bachkirs, avec d'autres cultures de la région dont celle de Koucharenkovo. 

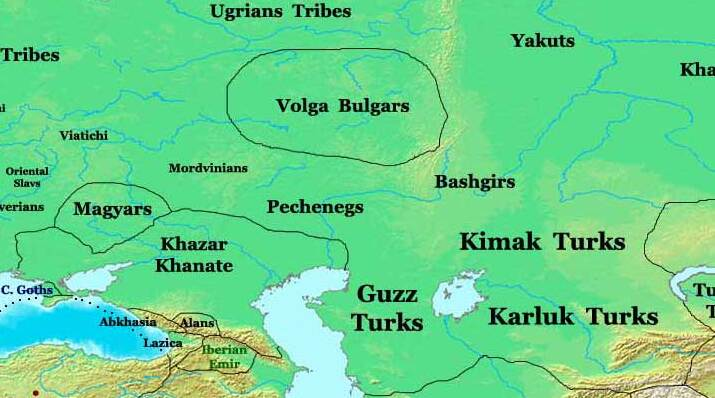
Carte du nord de l'Asie centrale vers 700.

Les chroniques de la dynastie Song décrivent une confédération nomade de peuples d'Asie centrale nommée les Tiele vers le VIIe siècle. Parmi les peuples de la confédération se trouvait selon les chroniques les Beirujiuli (chinois : 北褥九離). Selon un professeur universitaire, ce serait le nom chinois des Bashkorts, nom des Bachkirs. Dans la Géograpie du géographe arménien Anania de Shirak, il est fait mention de peuples nommés les « butki » ou « bushki ». Selon l'historien russe Mikhaïl Artamonov, ce nom désignerait les Bachkirs. Anania rapporte que ce peuple descend l'hiver du nord vers la Caspienne pour les pâturages d'hiver.

### Moyen Âge central
Entre les VIIIe et IXe siècles se forment l'union tribale des Petchénègues au sud de l'Oural, qui part errer vers les steppes de la mer Noire. Une partie des Bachkirs a suivi ce déplacement vers cette nouvelle région.

La première mention de la zone sous la forme de Bashgurd dans l'ouvrage de Rashid al-Din « Oğuzname » remonte au VIIIe siècle. Pour la première fois, le nom du peuple Bashkort apparaît pour la première fois dans la description de Sallam Tarjeman vers 842-847. Ce dernier était à la recherche du pays légendaire de Gog et Magog, et rencontra les Bachkirs à 27 jours de la Volga. Son ouvrage a été rapporté par le géographe persan Ibn Khordadbeh, qui a rencontré Tarjeman. Par la suite, Abu Zayd al-Balkhi, géographe et voyageur perse rapporte au tournant des IXe et Xe siècles que les Bachjards sont divisés en deux tribus, l'une vivant à proximité des Bulgares, l'autre vivant proche des Petchénègues qui sont des Turcs. Le 12 mai 922 arrive dans le Khanat bulgare de la Volga l'ambassade du Calife de Bagdad dirigée par Susan al-Rasi, avec comme secrétaire Ibn Fadlân. Ce dernier écrit un livre détaillant les Bulgares et les Bachkirs. Il appelle ces derniers les Bashgird, les décrivant comme un peuple guerrier et puissant. Le peuple était installé selon lui sur le versant sud de l'Oural et jusqu'à la Volga, côtoyant au sud-est les Petchenegues et à l'ouest les Proto-Bulgares. Ibn Fadlân rencontra les Bachkirs et mit sur papier la chansier[Quoi ?] bachkire Synrau Torna.

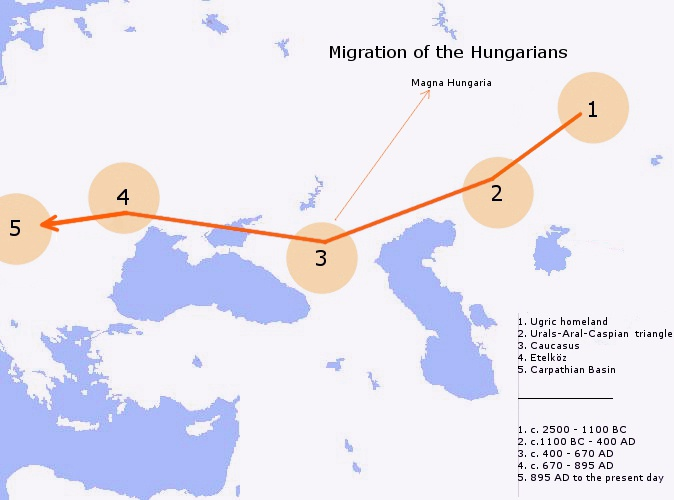
Une carte représentant l'Europe centrale et orientale, ainsi que la voie de migration possible des Magyars vers le bassin des Carpates, d'après la théorie de Péter Veres. Le voyage comprend une halte dans la région de la rivière Kouban. La Bachkirie serait la Magna Hungaria.

Aux Xe – XIIIe siècles, la partie occidentale des Bachkirs faisait partie du Khanat bulgare de la Volga. Au Xe siècle commence la propagation de l'islam parmi la population. L'alphabet arabe devient la base du système d'écriture du bachkir. L'influence arabe et perse, avec un grand nombre d'emprunts, conduisit à d'importants changements dans la langue turque. Plusieurs évènements importants ont lieu à cette époque, en particulier en 965, quand le prince russe Sviatoslav Ier détruit la ville de Bolgar, capitale des Bulgares de la Volga. Au même moment, le voyageur arabe Al-Mas'ûdî rapportent que les Bachkirs et d'autres tribus turcs se sont déplacés vers l'ouest, car elles sont menacées par les raids des Oghouzes, des Karlouks et des Yemeks venues des steppes d'Ase centrale.
Dans l'ouvrage De administrando Imperio vers 950 de l'empereur byzantin Constantin VII, ce dernier fait mention des Petchénègues qui ont chassé les Magyars de la région vers la Pannonie. D'autres tribus se sont alors formés dans l'Oural du Sud, qu'il mentionne, avec les Iourmates et les Kese (ou Keszi) entre autres. Ces peuples formèrent les Bachkirs modernes.
Mahmoud de Kachgar, linguiste ouïgour, composa vers 1075 le Recueil des langues turques, où il catégorise les Bachkirs comme l'un des vingt principaux peuples turcs. Il note la proximité de la langue bachkire avec le kirghize, le kiptchak et d'autres langues turques,. En 1096, les montagnes de l'Oural sont pour la fois mentionnée dans les chroniques russes. Au même moment, l'œuvre de Yusuf Khass Hajib est né et est en Bachkirie, où elle s'est introduite dans la culture bachkire.
Le géographe arabe Al Idrissi a écrit au XIIe siècle le Tabula Rogeriana. Dans celui, il mentionne que les Bachkris vivent au nord de la Caspienne, entre l'Idel et le Iaïk. Trois villes bachkirs sont mentionnées Karakiya (Karukia), Kasra (Kastr) et Masra (Mastr). Il rapporte que Karakiya est constituée de maisons et de yourtes en bois, et que le pays des Bachkirs est constamment attaqué par les Bulgares, qui vivent à 16 jours de route. Constamment en guerre, les Bulgares ont construit la ville de Biliar sur les terres bachkires. Par ailleurs, il divise deux régions dans le pays des Bachkirs, « intérieures et extérieures ». Les Bachkirs externes vivent dans les steppes et les déserts, et dans le cours supérieur du Iaïk se trouve la ville de Minjan (Nemjan), où se situe le mont Irendek. Plus de 1 000 personnes travaillent à ce mont pour la fusion du cuivre, qui, une fois fondue, est envoyé pour être vendu à Khorezm et à Tachkent. Le pays des Bachkirs intérieurs est selon lui frontalier des Bachkirs intérieurs.

### Sous les Mongols

#### Invasions mongoles

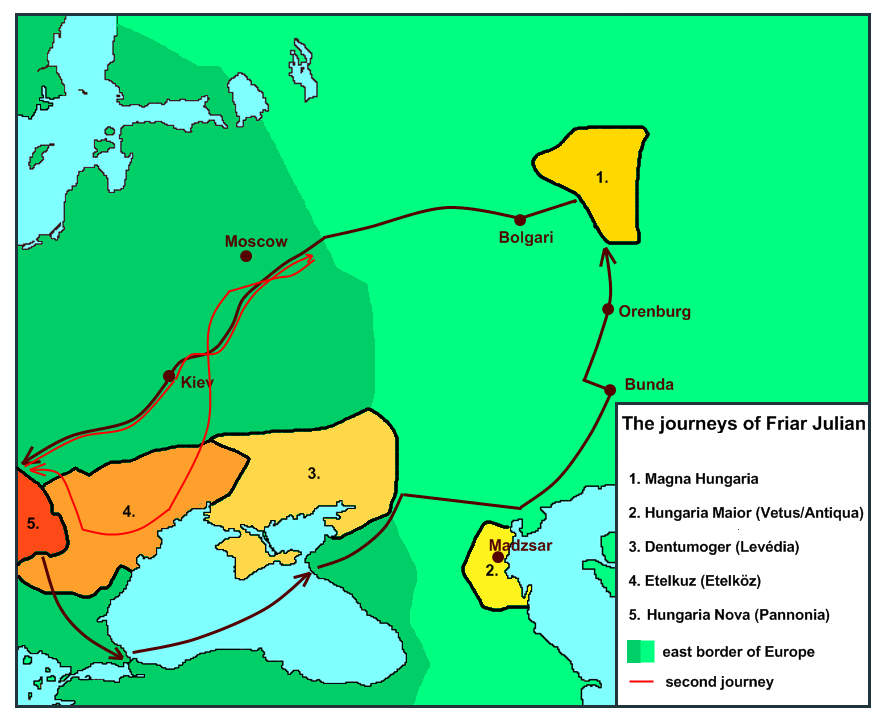
Les itinéraires du frère Julien.

Les premières interactions entre les Mongols et les Bachkirs ont probablement lieues en 1207. Peu après, Gengis Khan envoya son fils aîné Djötchi conquérir les peuples au nord-ouest de la Mongolie. D'après l'Histoire secrète des Mongols, il conquit de nombreux peuples forestiers, à savoir ceux vivant dans la taïga de Sibérie occidentale et en Oural, et ils atteignirent les Bachkirs sans les conquérir. La conquête des Bachkirs se révèle difficile pour les Mongols, et en 1219-1920, Gengis Khan mène lui-même une campagne jusqu'à l'Irtych. Il envoie ensuite son commandant Subötaï pour conquérir un certain nombre de peuples, dont les Bachkirs et les Bulgares, et d'atteindre Kiev. La bataille de la Kalka fut une victoire pour ce dernier face à l'alliance de la Rus' de Kiev et des Polovtses. Il fit alors demi-retour, ne prenant pas Kiev, espérant conquérir le Khanat bulgare de la Volga sur le retour. Quelque part en 1223 ou 1224 (peut-être le 31 mai 1223), une bataille eu lieu entre Mongols et une alliance des Bachkirs et des Bulgares. D'après les chroniques arabes, les Bachkirs infligèrent une terrible défaite.
À la suite de cette défaite, la conquête des Bachkirs devint l'un des principaux objectifs des Mongols, car sinon ils ne pouvaient se diriger vers la Rus. Subötaï entreprit en 1229-1230 une série de campagnes contre les Bachkirs et les Kiptchaks voisins, mais il ne réussit pas. En 1235, le khan Ögedeï ordonna une vaste campagne vers l'ouest. Rashid al-Din, historien des Mongols, écrivit que les Bachkirs furent vaincus sans trop d'efforts, tandis que l'Histoire secrète des Mongols admet que les Bachkirs ont opposé une résistance obstinée vis-à-vis des Mongols. D'après les légendes bachkires, à la suite des batailles acharnées, les Bachkirs se sont réfugiés en forêt et ont continué à résister pendant de nombreuses années.
En 1236, le moine hongrois Julien, à la recherche de l'ancienne terre des Hongrois, se rendit en terre bachkire. Il informa me pape Grégoire IX de l'Empire mongol, et que les Mongols vivaient à côté des Bachkirs, mais qu'ils n'avaient pas réussi à conquérir les Bachkirs. Il raconta que pendant 14 ans, les Bachkirs avaient retenu l'assaut des Mongols, permettant d'offrir un sursis à la Russie. Mais finalement, les Mongols conclurent un accord d'alliance avec les Bachkirs, où les Bachkirs occupaient une position privilégiée et non subordonnée au sein de l'Empire. Sur un autre sujet, le moine nota qu'il avait trouvé des individus dont la langue était totalement intelligible avec le hongrois,.

#### Horde d'Or

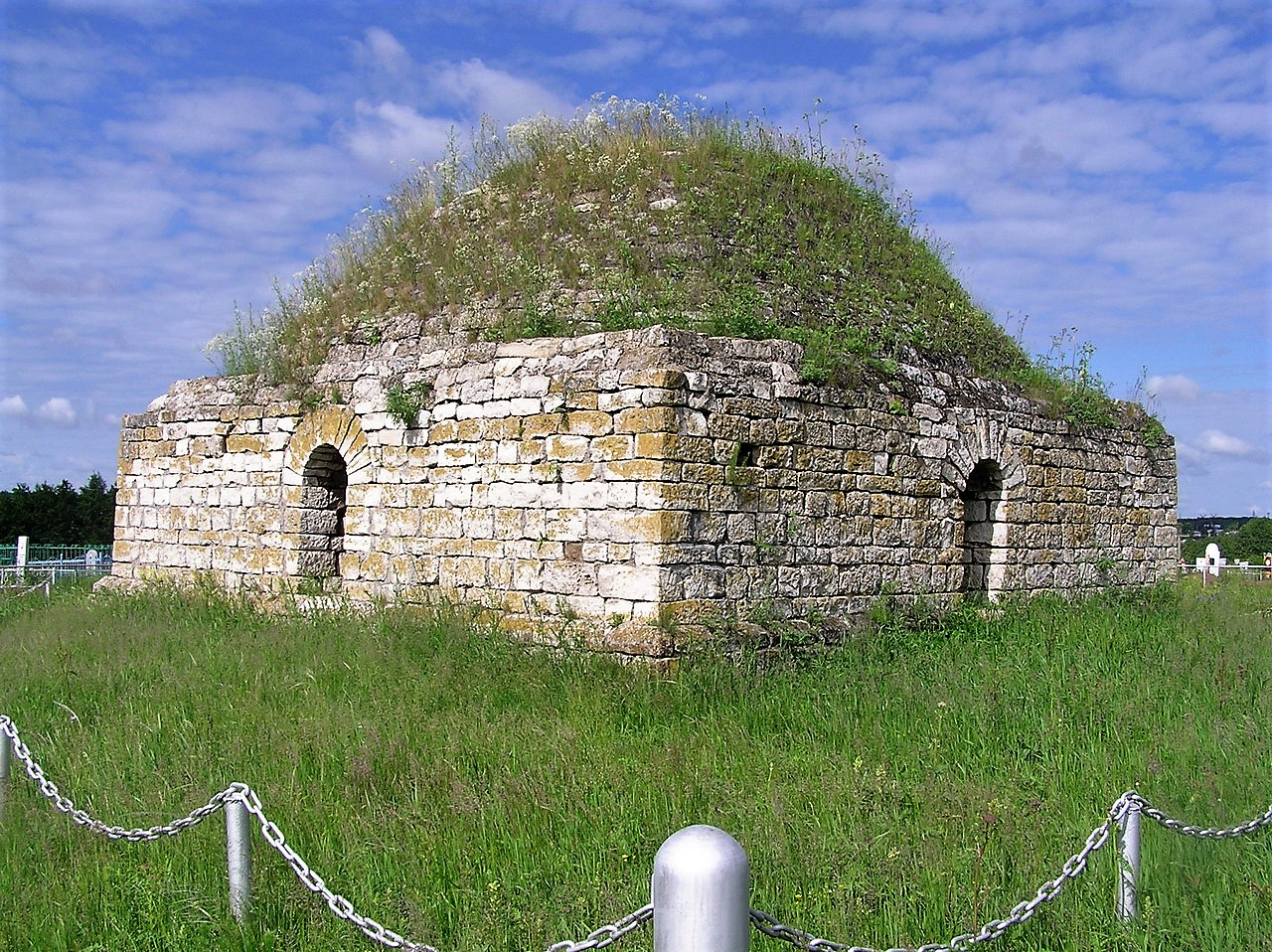
Mausolée d'Hussein Beyk.

La Horde d'Or est formé par Batu Khan en 1243, et aux XIIe et XIVe siècles, tout le territoire de peuplement des Bachkirs faisait partie de la Horde d'Or. Les Bachkirs reçoivent le droit de tuer (yarlyki), c'est-à-dire en fait l'autonomie territoriale au sein de l'empire mongol. Dans la hiérarchie juridique de l'État mongol, les Bachkirs occupaient une position privilégiée. En 1253, le moine néerlandais Guillaume de Rubrouck dans son voyage vers Karakorum renseigne dans son rapport le pays de Pascatir, le nom qu'il utilise pour désigner les Bachkirs.

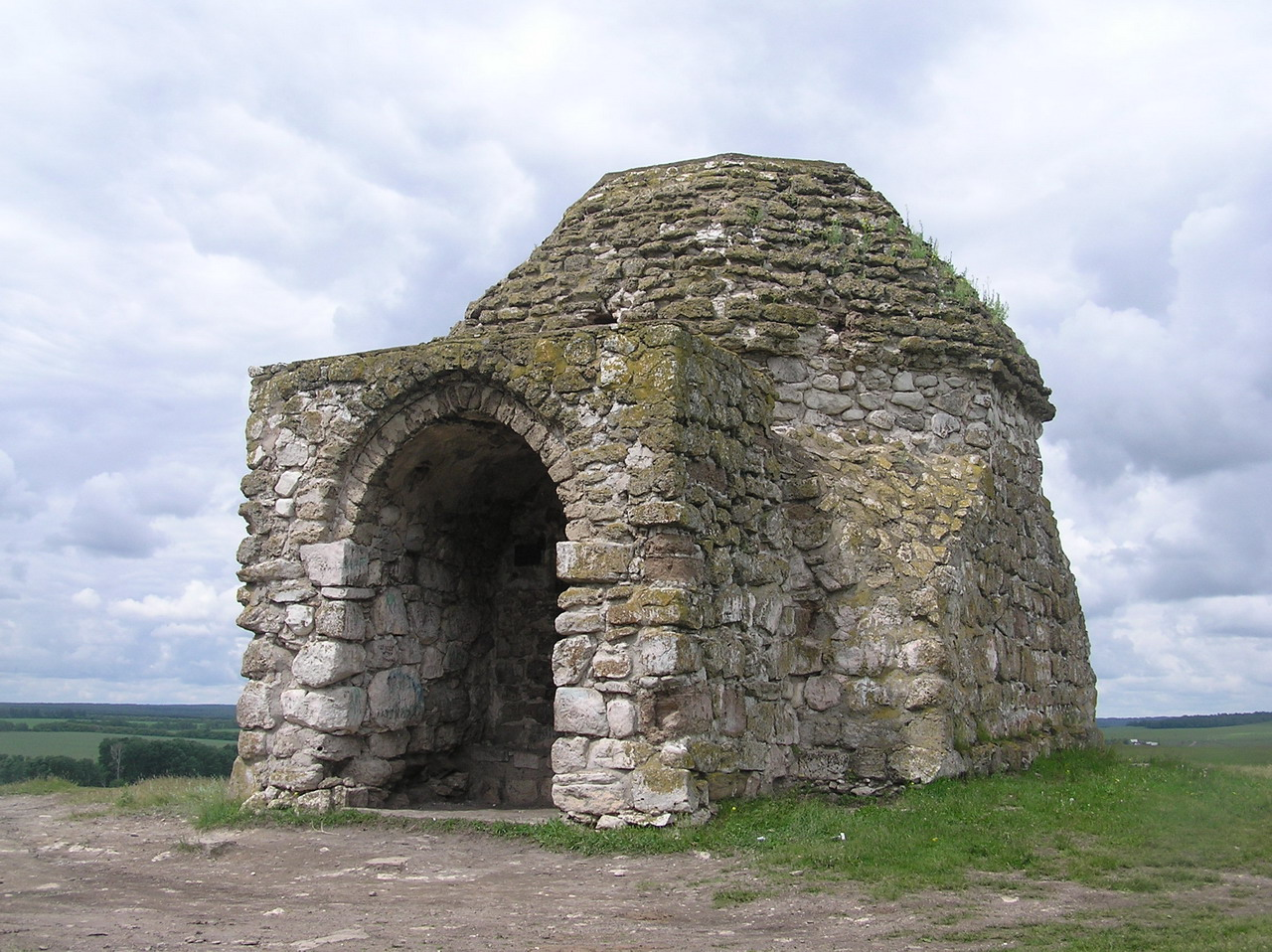
Mausolée de Toura Khan, bâtiment du XIVe siècle.

La culture connaît un grand essor à cette époque. Ainsi aux XIIIe – XIVe siècles, les épopées bachkires de Zayatulyak, de Khukhylu et d'Aldar et Zoukhra prennent forme. En 1339, le mausolée de Hussein Beyk est construit, témoignant de la présence totale de l'islam parmi les Bachkirs. Plusieurs œuvres littéraires importantes sont faites à cette époque, comme le Khosrow et Shirin (1341-1342), le Mukhabbat-name (1353-1354), le Gulistan bit-tiourki (1391-1392), le Nakhjel-faradis (1395-1396) et l'Idukrai et Muradym (fin du XIVe et début du XVe siècle). En 1396, le mausolée de Toura Khan est érigé.

#### Khanats mongols
Pendant la guerre Tokhtamych-Timour, la bataille de la rivière Kondourcha (lieu moderne dans l'oblast de Samara) a lieu le 18 juin 1391, où Tamerlan gagne face à la Horde d'Or, contraignant Tokhtamych à fuir. La guerre entre les deux leaders continua, conduisant à l'effondrement de la Horde d'Or. Après l'effondrement de la Horde d'Or, la majeure partie de la Bachkirie était un gouvernorat spécial de la Horde Nogaï, le territoire de résidence des Bachkirs de l'Est faisait partie du Khanat de Sibérie et les terres des Bachkirs de l'Ouest faisaient partie du Khanat de Kazan.
Dans les chroniques russes, la première mention de la terre bachkir remonte à 1469. En 1489, il est pour la première fois mentionnée dans les écrits Imen-Kala (« la ville des chênes »), un centre administratif de la Horde Nogaï où se trouve aujourd'hui la ville d'Oufa. L'universitaire polonais Maciej Miechowita décrit dans son ouvrage les terres au-delà de la Moscovie, parmi lesquelles se trouvent Iougra, la Permie, les terres des Tchérémisses et la Bachkirie.

#### Effondrement du joug mongol et annexion à la Moscovie

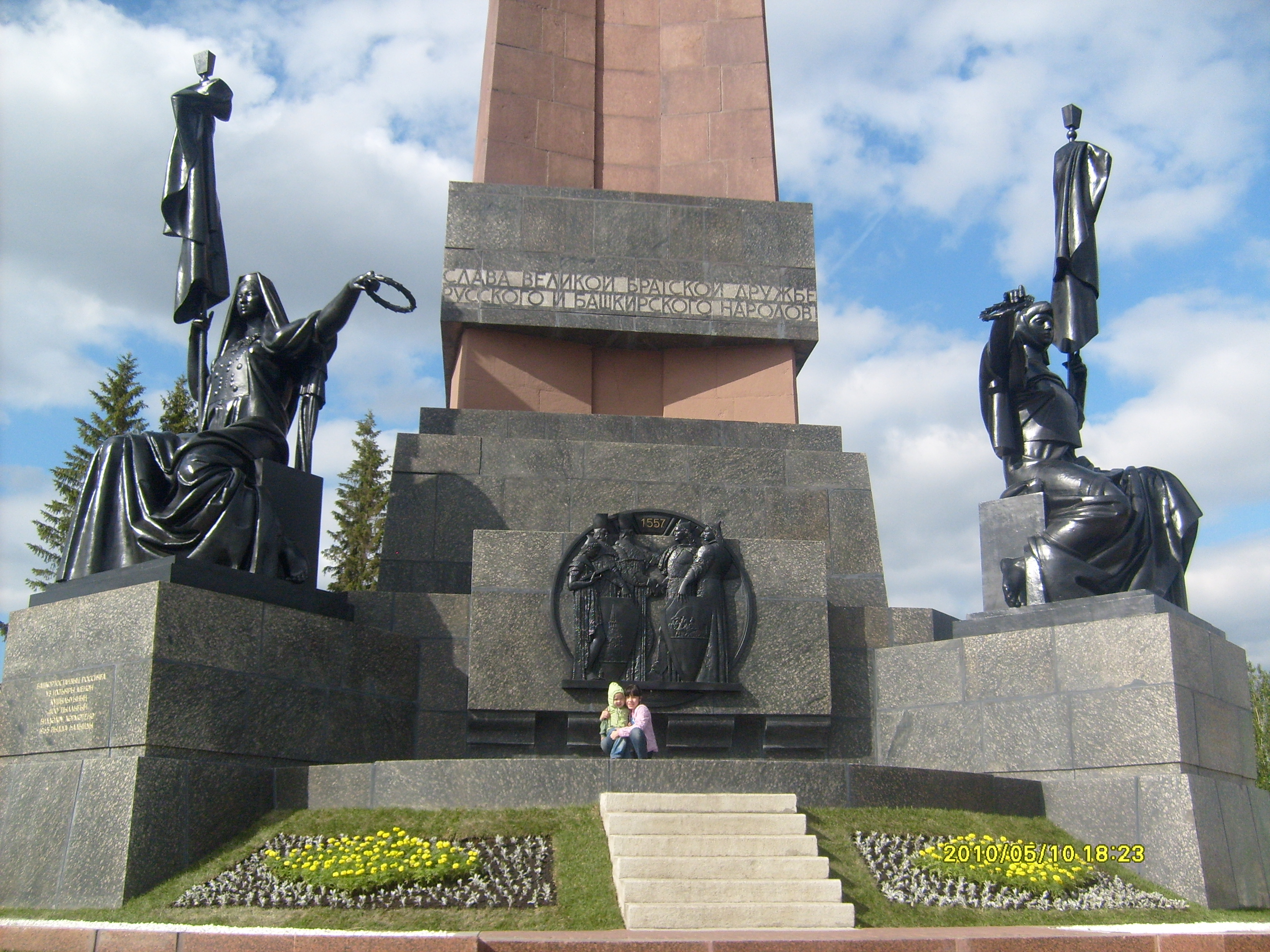
Monument de l'Amitié à Oufa commémorant l'annexion des Bachkirs à la Moscovie.

Le 26 octobre 1552, la ville de Kazan est prise, et le khanat de Kazan est alors annexé à l'État russe. L'évènement crée les conditions nécessaires pour la fin de la domination des Nogaï et de Sibir sur les Bachkirs. À la suite de cette défaite, des négociations commencent en 1554 à Kazan entre le prince Alexandre Gorbati-Chouïski, représentant du tsar, et les tribus bachkires Gaina, Min, Yurmat, Burzyan, Kypsak, Usergan et Tamyan. Les princes de ces tribus sont Aisuak-biy, Kanzafar-biy, Tatigas-biy, Iske-biy, Mushavali Karakuzyak-biy, Bikbau-biy et Shagali Shakman-biy. Les négociations aboutissent en 1556 à la citoyenneté russe pour ces tribus comme accord préliminaire.
En 1554, la ville de Pascherti est représentée par Gérard Mercator sur sa carte de la Russie, qui est aujourd'hui la ville moderne d'Oufa.
En 1557, le tsar Ivan le Terrible rencontre au kremlin de Moscou les représentants des tribus bachkirs Aisuak-biy, Kanzafar-biy, Tatigas-biy, Iske-biy, Mushavali Karakuzyak-biy, Bikbau-biy et Shagali Shakman-biy. Les deux parties confirmèrent l'accord préliminaire fait à Kazan sur l'annexion des Bachkirs à la Moscovie. La chronique de Nikon transmet que les Bachkirs ont accepté cette allégeance et ont accepté de payer le iassak. Moscou garantissait aux Bachkirs la protection, le respect des droits patrimoniaux des Bachkirs, la liberté de religion, la non-ingérence dans les affaires intérieures ainsi que la préservation du gouvernement local. En revanche, les Bachkirs devaient se reconnaître comme sujets de la Russie, devant supporter l'armée et devant rendre hommage.

## Domination impériale russe

### Tsarat de Russie (1557-1721)

#### 1557-1600
L'annexion au Tsarat de Russie a entraîné un élargissement considérable de la Moscovie. Les Bachkirs ont arrêté les guerres civiles, tandis que l'émergence de la conscience d'une identité ethnique s'ets produite. Les tribus se sont consolidées, de nouvelles villes sont apparues. Au cours des premières années en Russie, plusieurs évènements se sont produits. En 1569, les Bachkirs demandèrent à Ivan IV de construire une ville sur leurs terres. En réponse en 1574, il ordonna par décret la création de la forteresse d'Oufa à l'emplacement de la forteresse Bachkire Tura-tau (« montagne de la forteresse »). Dans cette nouvelle ville fut établie le voïvode d'Oufa. En 1576, Ivan IV interdisa la saisie des terres bachkires, et le 18 août 1586 (28 août dans le calendrier grégorien), Oufa reçu le statut de ville. L'ouïezd d'Oufa fut créé sur le territoire de la Bachkirie.
Le 20 août 1598 (30 août dans le calendrier grégorien), les troupes russes vainquirent les dernières troupes du khan de Sibir Koutchoum sur la rivière Iremen, achevant la conquête du Khanat de Sibir (1582-1598). Sa famille fut capturée, et Koutchoum s'enfuit à Boukhara. Les Bachkirs qui vivaient en Trans-Oural, sous la domination de Sibir, furent alors annexés au Tsarat de Russie.

#### De 1600 à 1721

##### XVIIesiècle
De la seconde moitié du XVIe au début du XIXe siècle, les Bachkirs occupèrent un vaste territoire allant de la rive gauche de la Volga au sud-ouest jusqu'aux sources du Tobol à l'est, de la rivière Sylva au nord, y compris toute la rive gauche de la Volga, jusqu'au cours moyen du Iaïk au sud, c'est-à-dire dans l'Oural moyen et méridional, dans l'Oural, ainsi que dans la région de la Volga et le Trans-Oural.
Face à l'ingérence des Russes, en 1616, un soulèvement des Bachkirs a lieu afin de préserver les conditions de l'annexion. Ces derniers se sont plaints dans de nombreuses pétitions adressées au tsar des violations des droits fonciers, de la violence de l'administration de la voïvodie et de la sévérité des impôts et des taxes. Un nouveau soulèvement a lieu en 1645 dans un certain nombre de volosts de la route de Kazan (une division administrative) en raison de la création du fort Menzelinski sur leurs terres.
Les princes sibériens Ablaï et Tyavka attaquent en 1635 Oufa, mais un détachement russo-bachkir les défait à la périphérie de la ville. En 1643-1644, un autre détachement russo-bachkir a vaincu des princes kalmouks. En 1652-1655, la ligne défensive de Zakamsk est construite. En 1667, la ville de Birsk est fondé comme une forteresse.

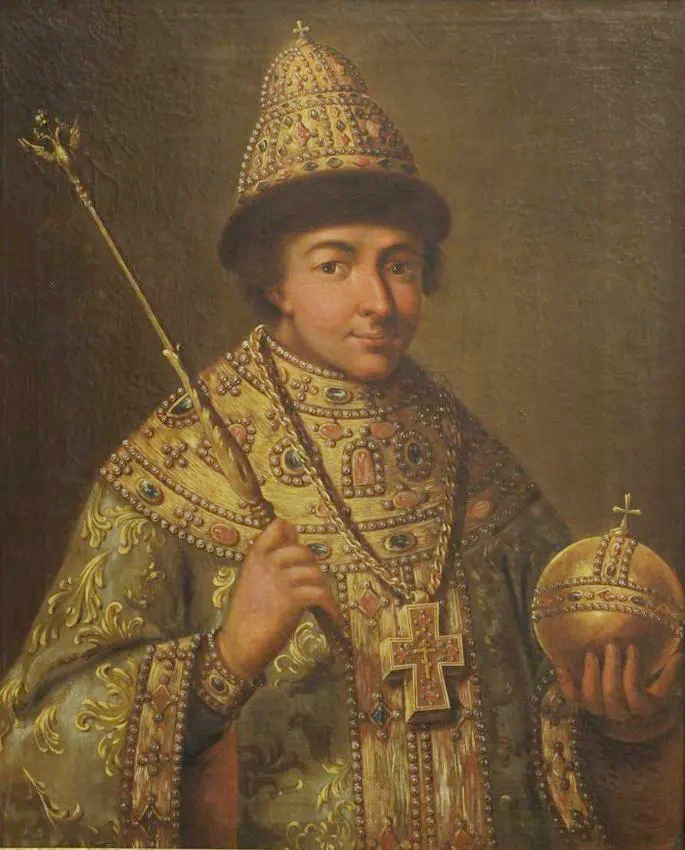
Le tsar Fédor II.

Le tsar Alexis Ier adopte en 1649 à la suite du zemski sobor une loi fondamentale pour le pays. Dans ce texte, les Bachkirs sont garantis de conserver leurs droits patrimoniaux sur leurs terres. Pourtant, les soulèvements continues, avec celui de 1662-1664 face aux violations foncières et à la politique fiscale. Le 15 mai 1664 (25 mai dans le calendrier grégorien), le gouvernement tsariste assure officiellement à Oufa par la voix de son représentant la reconnaissance des droits patrimoniaux bachkirs. Il exige que les voïvodes examinent les plaintes des Bachkirs, qu'il les satisfait et qu'ils mettent fin aux abus lors de la collecte du iassak. Mais les abus continus, et le mécontentement de la population face à l'accaparament des terres, l'augmentation des impôts ainsi que les tentatives violentes de christianiser les musulmans entraînent un nouveau soulèvement. En effet le 16 mai 1681 (26 mai dans le calendrier grégorien), le tsar Fédor II avait publié un décret sur les avantages de ceux qui s'étaient converti au christianisme. Cela a contraint la publication par les tsars Pierre Ier de Russie et Ivan V de Russie d'une lettre, envoyée aux Bachirs, où la christianisation forcée de la population était condamnée. Les rebelles ne s'arrêtant pas, les tsars condamnèrent dans une lettre en octobre 1682 l'accaparement des terres et promettirent d'y mettre un terme. Le soulèvement prit fin en 1684.

##### 1700-1721
Un nouveau soulèvement a lieu entre 1704 et 1711, mené par Aldar Issianguildine, Dioumeï Ichkeïev, Koussoum Tioulekeïev, Iman, Mourat, Ourakai Iouldachbaïev et Khazi Akkouskarov entre autres. Il a été provoqué par un ordre du Palais de Kazan sur la confiscation des plus grandes zones de pêche au trésor, sur la création d'impôts et sur la réalisation d'un recensement. Il s'oppose aussi aux tentatives de christianisation par les autorités russes. Les Bachkirs furent soutenus par les peuples voisins des Michars, des Oudmourtes, des Tatars, des Tchérémisses et des Tchouvaches. Quatre phases se distinguent, avec une de 1704 à 1706, où les Russes essayent de passer en force leurs mesures. Alors, les autorités locales, craignant l'expansion de la rébellion, suggèrent aux Bachkirs de se tourner avec une pétition vers le tsars. Elle est rédigée au début de 1706, et une délégation de 8 personnes a été envoyé à Moscou. Mais ils furent arrêtés, emprisonnés, et Ichkeïev exécuté. Un nouveau mouvement a lieu en 1707-1708 face à la répression de l'ambassade, et les autres ethnies non-russes se mettent à soutenir les Bachkirs. En décembre 1707, la bataille du mont Yuraktaou est une victoire importante des Bachkirs. Le soulèvement est généralisé à la Bachkirie, et les rebelles s'approchent de Kazan. En juin 1708, les autorités renoncent à leurs mesures,.
Mais les autorités violent l'accord à l'été et l'automne 1709-1710, provoquant la suite du soulèvement, principalement dans le Trans-Oural, et rentrent en contact avec les Karakalpaks. Enfin la dernière étape du soulèvement a lieu en 1711, lorsque, avec le soutien des Karakalpaks, les Bachkirs s'approchent d'Oufa. Mais des négociations eurent lieus, et toutes les revendications des Bachkirs furent satisfaites. Les autorités de Kazan et d'Oufa qui avaient exercer les violences furent condamnés,.
En 1708, la région a été incluse dans le gouvernement de Kazan sous le nom de voïvodie d'Oufa, qui en 1719 a été rebaptisée province d'Oufa. En 1719, un recensement a commencé, auquel les Bachkirs ne furent pas soumis.

### Empire russe (1721-1919)

#### Fortification de la région et soulèvement de 1735-1740
En 1728, un décret du Sénat dirigeant ordonna le renforcement de forts, dont celui d'Oufa, afin de protéger les terres de raids ennemis. En 1731, la deuxième ligne de forts de Zakamsk (Samara à Bougoulma) commence à être construite. En Bachkirie, une milice est constituée pour assurer la garde de ces nouveaux forts. 
La construction de forteresse fut impulsée dès les années 1730 par l'expédition d'Orenborug, qui s'accaparaient des terres pour ces constructions. La confiscation, l'augmentation des services dans l'armée et la liquidation de l'autonomie locale provoqua le soulèvement de 1736-1740, qui s'étendit du Iaïk, à la Volga, à la Kama et au Tobol. La rébellion se divise en trois étapes, avec une première jusqu'en 1936, qui aboutit à des volontés de négociations. Mais les Russes brulèrent le village de Seiantus, et en réponses les Bachkirs firent de même, ce qui entraîna la fin des négociations. Entre 1737 et 1738, les Bachkirs subirent de nombreuses défaites, avec les principaux chefs rebelles étant faits prisonniers. Enfin entre 1739 et 1740 eut lieu la troisième vague du soulèvement, provoqué par un recensement qui commença en 1739. Il fut durement réprimé, et 725 villages furent incendiés par les Russes rien que de juin à septembre 1740. Au total pendant les cinq ans de soulèvement, entre 40 000 et 60 000 personnes tuées, exécutées ou exilées. Les autorités russes furent contraintes à abandonner leur projet visant à priver les droits patrimoniaux des Bachkirs, à les transformer en serfs et à les convertir,,,.

#### Des politiques répressives aboutissant à un nouveau soulèvement
En 1742, sur des terres bachkires, la ville d'Orenbourg fut approuvée par l'impératrice Élisabeth Ire, et la ville fut fondée officiellement le 9 août 1743 (20 août dans le calendrier grégorien). 
Les politiques répressives envers les Bachkirs se succédèrent. En 1743, les nobles, officiers, cosaques et fonctionnaires civils peuvent se voir octroyées des terres dans la région d'Orenbourg s'ils ont servi dans la région. En 1744, les Bachkirs n'ont plus le droit de construire des mosquées là où ils le souhaitent. En 1754, le Sénat publie un décret supprimant le iassak, le remplaçant par une taxe sur le sel. Les Bachkirs devaient désormais acheter le sel dans des magasins d'État, même s'ils venaient de la région. Auparavant, les Bachkirs profitaient du sel sans aucune taxe. Avec ce remplacement de l'impôt, l'impôt augmenta de 5 à 6 fois, et les Bachkirs perçurent ceci comme la fin de leurs droits patrimoniaux. 
En réponse à ces politiques, un nouveau soulèvement eut lieu entre 1755 et 1756. Une alliance fut conclue entre les Bachkirs et les Kazakhs, mais la Russie parvint à faire arrêt à l'implication des Kazakhs. La répression du soulèvement fut brutale, avec des centaines de villages incendiés. Malgré la répression, Saint-Pétersbourg a été contraint de confirmer le droit patrimonial des Bachkirs, et abandonna à nouveau son projet de les transformer en serfs et de les christianiser de manière violente.

#### De 1756 à 1800

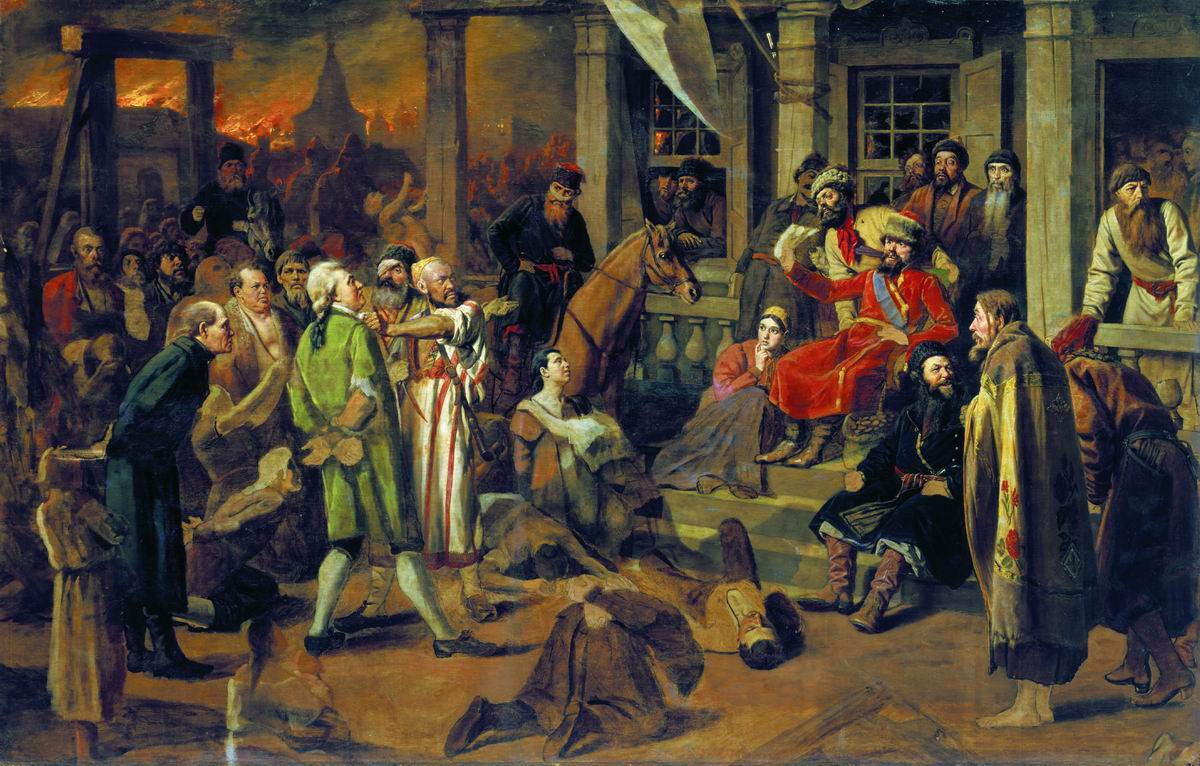
Vassili Perov, Le Jugement de Pougatchev (1879), Musée russe, Saint-Pétersbourg.

En 1756, l'impératrice Élisabeth Ire autorisa à nouveau les Bachkirs à construire des mosquées dans les villages comptant entre 200 et 300 hommes musulmans. 
La guerre des Paysans russes, menée par le cosaque Emelian Pougatchev commence le 17 septembre 1773 (28 septembre dans le calendrier grégorien) lorsque ce dernier se déclare empereur Pierre III. Pougatchev dénonce dans ses manifestes royaux les politiques impériales sur les Cosaques, sur la fiscalité entre autres. Pendant qu'Orenbourg est assiégée, les rebelles prennent position fin novembre 1773 autour d'Oufa, tandis que la rébellion s'étend dans toute la région de la Volga. Salavat Ioulaïev, aujourd'hui considéré comme héros national bachkir, et les Bachkirs rejoignirent le soulèvement. En janvier 1774, le soulèvement s'étend dans le Trans-Oural, et en mars, Ioulaïev entre à Krasnooufimsk. Mais les insurgés n'arrivent ni à prendre ni Orenbourg ni Oufa. Ioulaïev est capturé en novembre 1774. Catherine Ire publie en février 1775 un décret sur la collecte de 4000 chevaux auprès des Bachkirs pour les punir pour leur participation au soulèvement qui a échoué.  
En 1774, la province d'Oufa est devenue une partie du gouvernement d'Orenbourg créé. En 1781, le gouvernement d'Orenbourg est aboli, et le gouvernorat d'Oufa, qui comprend les régions d'Oufa et d'Orenbourg est créé. En 1796, le gouvernorat d'Oufa est remplacé par le gouvernement d'Orenbourg. L'année suivante, le centre administratif est déplacé d'Oufa à Orenbourg, Orenbourg recevant alors le statut de ville. La même année, l'Empire russe débute l'arpentage de plusieurs régions dont le gouvernement d'Oufa.
Par décret du 10 avril 1798 (21 avril dans le calendrier grégorien), la population bachkire de la région fut transférée dans la classe du service militaire (armée bachkir) et fut obligée d'effectuer le service frontalier aux frontières orientales de la Russie,.

#### De 1800 à 1917
En 1802, sans que la région change de nom, Oufa récupère les institutions régionales en dépit d'Orenbourg. Pour combattre le Premier Empire de Napoléon, les cantons bachkirs mobilisent 28 régiments dans l'armée. En outre, 12 000 Bachkirs assuraient la garde aux frontières sud-est de la Russie. En 1823, l'exploitation industrielle de l'or commence dans le sud de l'Oural, et en Bachkirie dès 1830.
Le soulèvement de 1834-1835 fut le dernier grand soulèvement en Bachkirie, aucune manifestation n'ayant atteint son ampleur. À cette époque, parmi les paysans russes de Bachkirie, il y a avait de nombreux paysans d'État et paysans apanages, les premiers payant des impôts et les seconds étant des serfs de la famille royale, rendant la vie des seconds très difficiles. Le tsar Nicolas Ier décida de transférer 300 000 paysans vers la seconde catégorie dans le pays, afin d'augmenter leurs revenus. Les rumeurs sur la décision à venir provoquèrent un soulèvement des paysans des gouvernements d'Orenbourg et de Perm en 1834. Les Bachkirs s'inquiétèrent aussi des mesures de l'État, car le gouvernement voulait construire des entrepôts de réserves de céréales aux dépens de la population, et que selon des rumeurs, Saint-Pétersbourg voulait aussi soumettre les Bachkirs à ce transfert, voulait les convertir de force et mettre fin aux droits patrimoniaux. Le soulèvement fut désorganisé, ce qui permit au gouverneur militaire de réprimer en 1835 le soulèvement. Les Bachkirs rebelles furent envoyés en Sibérie pour les travaux forcés.

En 1861, l'abolition du servage de 1861 est faite, ce qui libère les paysans du servage.

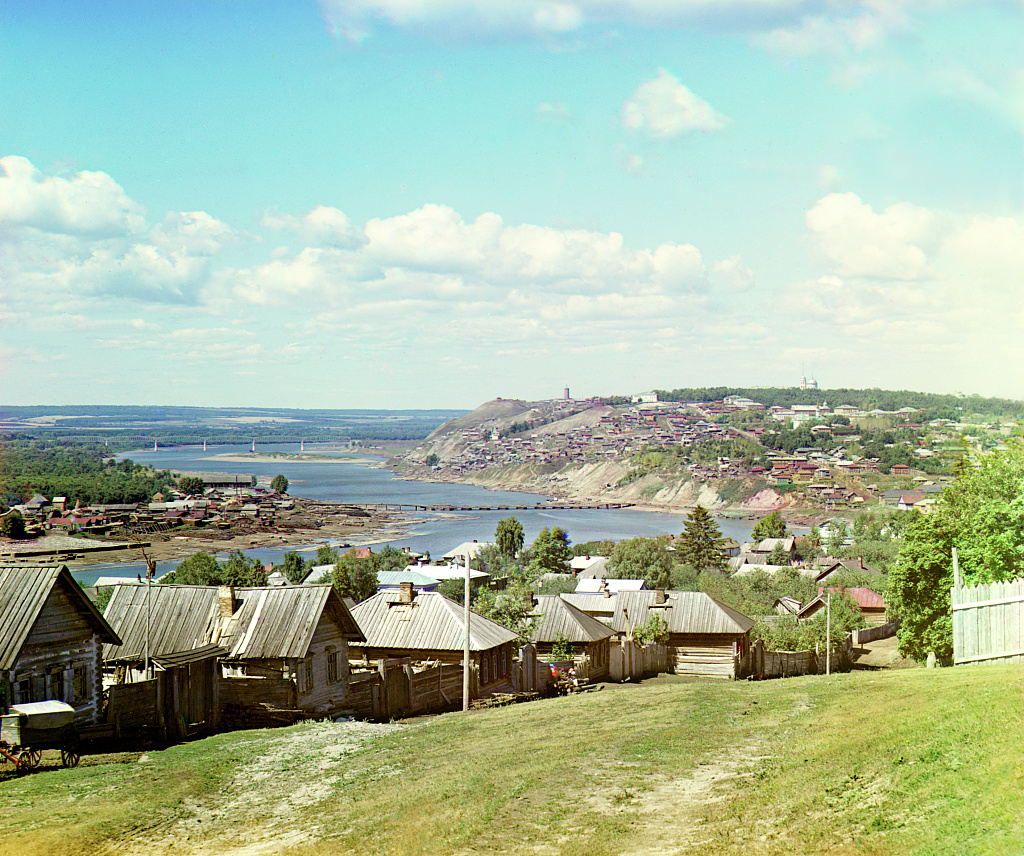
Oufa par Sergueï Prokoudine-Gorski, 1910.

En 1865, le gouvernement d'Oufa a été formé en divisant le gouvernement d'Orenbourg en Oufa et Orenbourg, qui comprenaient les ouïezds d'Oufa, Belebeïevsk, Birsk, Zlatooust, Menzeline et Sterlitamak,. En 1874, les institutions du zemstvo sont appliqués au gouvernement d'Oufa, et la même année, un escadron bachkir est créé dans l'Armée impériale russe. En 1885 débute la construction du chemin de fer de Samara à Zlatooust. En 1888, le train arrive ainsi à Oufa, et en 1890 à Zlatooust. Le téléphone arrive Oufa en 1894.
La révolution russe de 1905 entraîne en Bachkirie des manifestations et grèves des travailleurs dès le 12 janvier 1905 (25 janvier dans le calendrier grégorien), principalement à Oufa. Les manifestations se généralisent progressivement, et le 20 octobre, des grèves ont lieues à Belebeï, Birsk, Miniar, Sterlitamak, Oust-Katav et Iouriouzan entre autres. Le 7 décembre, un soulèvement armé des travailleurs a lieu à Oufa, qui débouche sur une répression massive.
Le début de la guerre a été marqué en Bachkirie par des soulèvements spontanés d'habitants mobilisés. Des représentations ont eu lieu à Sterlitamak, Belebey, Birsk. Cependant, en général, la population de la région, au début de la guerre, fut submergée par un élan patriotique, qui dura jusqu'à la retraite. Au total, environ 300 000 personnes ont été mobilisées dans la province d'Oufa en 1914-1916. L'industrie de la région, comme celle du pays tout entier, fut transférée sur le pied de guerre. La production d'acier et de fonte a fortement augmenté. Ainsi, dans la province d'Oufa de 1913 à 1915, la fonte du fer a augmenté de 35 %. La production de produits civils pour les années 1913-1915 a diminué de 40 %. Des ouvriers chinois et coréens ont été amenés à travailler, et le travail des femmes et des adolescents a été largement utilisé, les heures supplémentaires ont été introduites et la durée de la journée de travail a été augmentée. Toutes ces mesures devaient éviter la pénurie de travailleurs. Le déclin général de la production depuis 1916 entraîne une crise dans la province, un déclin général de la production industrielle et des grèves.

## Guerre civile russe en Bachkirie
Le 15 novembre 1917 (28 novembre dans le calendrier grégorien), le Chouro central bachkir a proclamé et approuvé par le Congrès constituant du Bachkourdistan, l'autonomie nationale-territoriale du Bachkourdistan, la première autonomie ethnique-territoriale en Russie. Le 16 novembre 1917 (29 novembre dans le calendrier grégorien), la décision fut publiée.

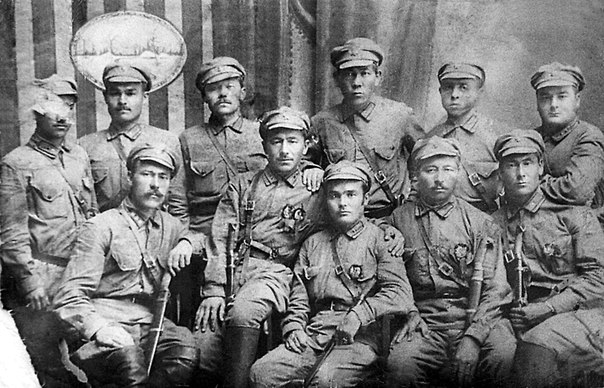
Unité de cavalerie de l'Armée rouge composée de Bachkirs, Guerre civile russe, 1919.

Après la proclamation de l'autonomie territoriale du Bachkourdistan, la question des frontières de la république s'est posée. Le kurultai fondateur du Bachkourdistan a approuvé deux projets : « Petite Bachkirie » et « Grande Bachkirie ». Il y avait aussi un troisième projet, proposé par Akhmet-Zaki Validi, qui prévoyait la plus grande formation territoriale de tous ceux considérés. En raison des événements de la guerre civile russe, seul le premier projet fut réalisé. En conséquence, la république autonome du Bachkourdistan est née à l'intérieur des frontières de la « Petite Bachkirie ».
Le 20 mars 1919, l'« Accord entre le gouvernement central soviétique et le gouvernement bachkir sur la Bachkirie autonome soviétique » fut signé à Moscou. En signant ce document, la Russie soviétique a reconnu la première autonomie ethnique-territoriale dans sa composition, qui existait depuis 1917. Conformément à l'accord, la république soviétique autonome bachkire (RSSAB) a été créée. Le 23 mars 1919, le texte de l'accord fut publié dans le journal du Comité exécutif central panrusse Izvestia. Ce jour est considéré comme la date officielle de la formation de la république socialiste soviétique autonome bachkire,.
Le 12 août 1920, le décret du Comité exécutif central russe « sur l'inclusion de la ville de Sterlitamak du gouvernement d'Oufa dans le territoire de la République bachkire » fut signé.
Selon le décret du 14 juin 1922, par le décret du Comité exécutif central panrusse « Sur l'élargissement des frontières de la République soviétique socialiste autonome bachkire », le gouvernement d'Oufa a été annexée à la République bachkire. La « Petite Bachkirie » s'est élargie jusqu'aux limites de la « Grande Bachkirie », qui réunissait jusqu'à 87 % des Bachkirs. La ville d'Oufa devint la capitale officielle de la république. Le terme « Grande Bachkirie » a été utilisé jusqu'en 1930.
En 1921, une grande famine éclata en Bachkirie, qui coûta la vie à près de la moitié de l'ensemble du peuple bachkir. Le déclenchement de l'appropriation alimentaire, la sécheresse et la guerre civile marquèrent le début de la famine. Certains historiens considèrent cette famine comme une famine délibérément créée afin de réduire la taille de la population bachkire. La mission de l'American Relief Administration en Bachkirie a également fourni une aide significative pour vaincre la famine,.

## Période soviétique

### Années 1920 et 1930
Le 27 mars 1925, le projet de Constitution (loi fondamentale) de la république fut adopté.

### Seconde Guerre mondiale
Pendant la Seconde Guerre mondiale, plus de 100 entreprises industrielles, des dizaines d'hôpitaux, un certain nombre d'organismes du gouvernement central et 278 000 réfugiés ont été évacués vers la République socialiste soviétique autonome bachkire. Pendant les années de guerre, un grand nombre d'unités militaires ont été entraînées sur le territoire de la république. La production pétrolière, explorée dans la république avant la guerre, jouait un rôle important pour l'industrie et l'armée. Les habitants de la république ont fourni une aide financière importante à l'Armée rouge, collectant des dizaines de millions de roubles pour la construction d'avions et de chars. Le titre de Héros de l'Union soviétique a été décerné à 280 habitants de la République socialiste soviétique autonome bachkire.

### Après-guerre
Dans la période d'après-guerre, de nouvelles villes ont émergé dans la République socialiste soviétique autonome bachkir (Salavat, Kumertau) en tant que centres de développement de la pétrochimie, de la construction mécanique et de l'aviation. De nouvelles voies ferrées et routes ont été créées. Dans les années 1960 et 1980, l'industrie, l'agriculture et la construction se sont développées rapidement dans la République socialiste soviétique autonome bachkire. En 1980, la population d'Oufa dépassait le million d'habitants.

### La perestroïka
Depuis 1969, la Bachkirie soviétique était dirigée par le premier secrétaire du comité régional, M.Z. Chakirov. Le début de la perestroïka dans la peut être considéré comme la publication le 6 mai 1987 dans le journal Pravda d'un article du correspondant V. Prokushev « Arrêtez la persécution... ». Il a indiqué qu'en raison de son désaccord avec l'opinion du premier secrétaire du comité régional du PCUS Chakirov, le deuxième secrétaire du comité municipal d'Oufa du PCUS L. Safronov a été expulsé du parti, contraint de quitter son emploi, privé de ses fonctions. Le chef du département bachkir des produits de boulangerie, I. Pechnikov, et le médecin-chef de l'hôpital municipal no 21 d'Oufa R. Bogdanov, ont également été exclus du parti, libérés du travail et poursuivis pénalement. En réponse à cette publication, une commission du Comité central du PCUS a été créée, qui est arrivée à la conclusion que « le principal obstacle à la perestroïka dans la république est la direction actuelle du comité régional du PCUS ». Le VIe plénum du Comité régional bachkir du PCUS, le 9 juin 1987, a démis de ses fonctions M.Z Chakirov.
À l'automne 1987, un mouvement environnemental est apparu, qui a obtenu un certain succès : le Conseil suprême de la RSSA bachkire a été contraint d'adopter une résolution pour arrêter la construction du réservoir d'Ichtouganovski. Le 28 mars 1990, des phénols ont été découverts dans le réseau d'approvisionnement en eau de la partie sud d'Oufa, dépassant 26 fois leur concentration maximale autorisée. Cela a conduit à des rassemblements de masse à Oufa et dans d'autres villes.
Une autre forme de mouvement de protestation était le mouvement national-culturel : en mars 1988, un club de culture, de langue et de littérature tatare est créé. Un peu plus tard, le club bachkir « Ak Tirma », le club tchouvache du nom. K. Ivanova, allemand « Widergburt », juif « Stern », Mari « Mari », ukrainien « Kobzar » sont apparus dans la république. En janvier 1989, le Centre communautaire tatar a commencé à fonctionner, et en août 1989, le Centre populaire bachkir « Oural » a vu le jour.

## Depuis l'effondrement de l'URSS
Le 11 octobre 1990, le Conseil suprême de la République proclame la Déclaration de souveraineté de l'État, se proclamant indépendante de l'Union soviétique. Selon la déclaration, la république a été transformée en RSS de Bachkire, Bachkortostan, et, le 25 février 1992, elle a été rebaptisée République de la Bachkirie.
Mais deux ans plus tard, le 31 mars 1992, la Bachkirie a signé l'Accord fédératif sur la délimitation des pouvoirs et des sujets de juridiction entre les autorités de l'État de la Fédération de Russie et les autorités des républiques souveraines, acceptant de rester alors dans le cadre législatif de la fédération de Russie, à condition que les domaines de compétences respectifs de la Fédération et de ses États membres soient préalablement clairement définis.
Le 24 décembre 1993, la Constitution de la République de la Bachkirie a été adoptée, qui a approuvé le poste de président de la République (depuis 2015 - chef de la République de la Bachkirie).
En octobre 2006, le président russe Vladimir Poutine a soumis la candidature de Mourtaza Rakhimov à l'Assemblée d'État de la république, qui a approuvé ses pouvoirs jusqu'en 2011. Le 15 juillet 2010, le président, Rakhimov, a démissionné.
Le 19 juillet 2010, l'Assemblée d'État de la république a approuvé Roustem Khamitov comme président de la république. Le 14 septembre 2014, des élections anticipées pour le président de la république ont eu lieues, remportées par Roustem Khamitov.
Le 11 octobre 2018, Rustem Khamitov a annoncé sa démission. Radi Khabirov, alors nommé chef par intérim, remporte les élections à la tête de la Bachkirie le 19 septembre 2019.
En janvier 2024, des manifestations ont eu lieues dans la république à la suite du verdict d'une affaire pénale contre le militant écologiste bachkir Fail Alsynov (en), condamné à quatre ans de prison. Les manifestants sont arrêtés par les autorités,, et Radi Khabirov déclare condamner les manifestants.